# Wojciech Sowa
Wojciech Krzysztof Sowa – polski językoznawca, dr hab., profesor uczelni Zakładu Języków Starogermańskich i Laboratorium ds. Projektów Krajowych i Zagranicznych Wydziału Anglistyki Uniwersytetu im. Adama Mickiewicza w Poznaniu.

## Życiorys
17 października 2002 obronił pracę doktorską Studies in Ancient Greek Dialectal Lexicon: Lesbian, następnie uzyskał stopień doktora habilitowanego. Został zatrudniony na stanowisku adiunkta w Instytucie Filologii Klasycznej na Wydziale Filologicznym Uniwersytetu Jagiellońskiego.
Jest profesorem uczelni w Zakładzie Języków Starogermańskich na Wydziale Anglistyki Uniwersytetu im. Adama Mickiewicza w Poznaniu i w Laboratorium ds. Projektów Krajowych i Zagranicznych Wydziału Anglistyki Uniwersytetu im. Adama Mickiewicza w Poznaniu.
Awansował na stanowisko koordynatora dyscyplin Zespołu Koordynatorów Dyscyplin w dziale Nauk Humanistycznych, Społecznych i o Sztuce Narodowego Centrum Nauki, oraz kierownika w Laboratorium ds. Projektów Krajowych i Zagranicznych na Wydziale Anglistyki Uniwersytetu im. Adama Mickiewicza w Poznaniu.
Został członkiem Rady Dyscypliny Naukowej – Językoznawstwa i Literaturoznawstwa Uniwersytetu im. Adama Mickiewicza w Poznaniu.